# خوان بینا
خوان بینا (انگلیسی: Juan Baena; ۱۸ مهٔ ۱۹۵۰ – ۲۸ سپتامبر ۲۰۱۲) بازیکن فوتبال اهل اسپانیا بود.
از باشگاه‌هایی که در آن بازی کرده‌است می‌توان به باشگاه فوتبال هرکولس اشاره کرد.